# Paranaíta
Paranaíta es un municipio brasilero del estado de Mato Grosso. Se localiza a una latitud 09º39'53" sur y a una longitud 56º28'36" oeste, estando a una altitud de 249 metros. Su población estimada en 2007 era de 11.540 habitantes.
Posee un área de 4.830,143 km².

## Historia
Fundada por el mismo colonizador de Alta Floresta, Sr. Ariosto de la Riva, que comprobó la fertilidad de las tierras en los márgenes de los ríos Teles Pires, Apiacás y Santa Helena, adquirió el área y allí implantó un nuevo proyecto de colonización. 
Paranaíta se benefició de las experiencias ya adquiridas en Alta Flores, localizada más al norte y más adentro de la Amazonia. 
El proyecto original de la ciudad resultó perjudicado cuando se descubrió oro en la región, introduciéndose de inmediato la labor minera en las actividades de los colonos. Posteriormente se desarrolló la actividad agropecuaria.
La denominación de la población fue tomada del nombre del Río Paranaíta, que supone el límite del municipio, por el este, con el Estado del Pará. Según la prefectura municipal el topónimo homenajea el Estado del Paraná, de donde vinieron gran parte de los habitantes del lugar, añadiendo el sufijo "ita", que significa piedra.
Destaca en la región un lugar llamado "Pedra Preta", de excepcional belleza. Una enorme piedra que alberga uno de los mayores paneles de pictografías del mundo. 
El poblado fue creado el 29 de junio de 1979 y el Distrito Administrativo de Paranaíta fue creado el 1 de octubre de 1981, en el municipio de Alta Floresta. 
La Ley Estatal n.º 5.004, de 13 de mayo de 1986, creó el municipio de Paranaíta, como un territorio separado del municipio de Alta Floresta.